# Super Shore (temporada 2)
La segunda temporada de Super Shore, El 16 de junio de 2016 se anunció la renovación del programa para una segunda temporada.  Esto se dio a conocer por medio de las redes sociales de las cadenas MTV España y MTV Latinoamérica. Se estrenó en Latinoamérica el 18 de octubre de 2016 y en España el 23 del mismo mes, el lugar de grabación fue Marbella, España, el elenco sería el mismo reparto con excepción de Karime Pindter, en su lugar Talía Loaiza de Acapulco Shore se uniría al programa. Más adelante Karime Pindter regresaría al reality acompañada de José Labrador de Gandía Shore. Chloe Ferry y Kyle Christie de Geordie Shore hicieron una aparición especial en el programa durante el séptimo capítulo. Esta sería la última serie de Esteban Martínez, Manelyk González y Fernando Lozada, este último dejó la serie a mitad de grabaciones.

## Reparto
Principal:
A continuación los miembros del reparto y su descripción:
- Abraham García - ¿Pero que me estás contando?.
- Arantxa Bustos - Soy un aloca del amor.
- Elettra Lamborghini - Chiqui, chiqui, chiqui, chiqui, chiqui.
- Esteban Martínez - ¡Y Aquiles, vuelve!.
- Fernando Lozada - ¡Que arranque el pedo.
- Igor Freitas - Y esta está Putaria
- José Labrador - Cuando me levanto la camiseta, las chicas se derriten.
- Luis "Potro" Caballero - Llega el Potro desbocado, Prrrr.
- Karime Pindter - ¡Bam bam, hú hú!.
- Manelyk González - Yo, todo lo hago rico.
- Talía Loaiza - Por fin llegó la verdadera belleza mexicana.

Recurrente:
A continuación los miembros del reparto de "Geordie Shore" que no fueron acreditados como principales:
- Chloe Ferry.
- Kyle Christie.

### Duración del reparto
| Nombre   | Episodios | Episodios | Episodios | Episodios | Episodios | Episodios | Episodios | Episodios | Episodios | Episodios | Episodios | Episodios | Episodios |
| Nombre   | 1         | 2         | 3         | 4         | 5         | 6         | 7         | 8         | 9         | 10        | 11        | 12        | 13        |
| Abraham  |           |           |           |           |           |           |           |           |           |           |           |           |           |
| Arantxa  |           |           |           |           |           |           |           |           |           |           |           |           |           |
| Elettra  |           |           |           |           |           |           |           |           |           |           |           |           |           |
| Esteban  |           |           |           |           |           |           |           |           |           |           |           |           |           |
| Fernando |           |           |           |           |           |           |           |           |           |           |           |           |           |
| Igor     |           |           |           |           |           |           |           |           |           |           |           |           |           |
| Mane     |           |           |           |           |           |           |           |           |           |           |           |           |           |
| Potro    |           |           |           |           |           |           |           |           |           |           |           |           |           |
| Talía    |           |           |           |           |           |           |           |           |           |           |           |           |           |
| Chloe    |           |           |           |           |           |           |           |           |           |           |           |           |           |
| Kyle     |           |           |           |           |           |           |           |           |           |           |           |           |           |
| Karime   |           |           |           |           |           |           |           |           |           |           |           |           |           |
| Labrador |           |           |           |           |           |           |           |           |           |           |           |           |           |
| -------- | --------- | --------- | --------- | --------- | --------- | --------- | --------- | --------- | --------- | --------- | --------- | --------- | --------- |